# 東尾公彦
東尾 公彦（ひがしお きみひこ、1959年9月24日（65歳） - ）は、日本の実業家である。コナミグループ株式会社の代表取締役社長 グループCEOを務める。

## 人物
大阪府出身。1986年岡山大学大学院工学研究科電子工学専攻修了。1997年コナミ株式会社(現コナミグループ株式会社)入社。2000年執行役員関西地区代表、2003年執行役員人事本部長、2005年取締役、2006年取締役CHO、2007年取締役CAO、2018年取締役兼執行役員副社長（管理責任者）、2019年代表取締役副社長。
2020年4月より代表取締役社長に就任、2025年6月からは代表取締役社長 グループCEOとなり、コナミグループの指揮をとっている。
また、2003年から一般財団法人上月財団の専務理事も務め、アスリートやクリエイターの支援に取り組んだ。

## 経歴
- 2003年 - 財団法人上月教育財団、財団法人上月スポーツ財団（現 一般財団法人上月財団） 専務理事
- 2005年6月 - コナミ株式会社 取締役[7]
- 2010年5月 - 関東ITソフトウェア健康保険組合 理事長（現任）
- 2016年7月 - コナミリアルエステート株式会社 代表取締役社長（現任）
- 2018年1月 - コナミホールディングス株式会社 取締役執行役員副社長（管理責任者）[7]
- 2019年6月 - コナミホールディングス株式会社 代表取締役副社長[7]
- 2020年4月 - コナミホールディングス株式会社 代表取締役社長（現任）[7]
- 2020年4月 - 株式会社コナミデジタルエンタテインメント 代表取締役会長（現任）[7]
- 2020年4月 - Konami Corporation of America 取締役会長（現任）[7]
- 2020年7月 - Konami Gaming, Inc. 取締役会長（現任）[7]
- 2025年6月 - コナミグループ株式会社 グループCEO（現任）[4]